# بي تي أر-40
بي تي أر-40 (بالروسية: БТР-40) من كلمة «برونيتروسبارتيور» (بالروسية: Бронетранспортер) أي ناقلة مدرعة، هي ناقلة جنود مدرعة ومركبة استطلاع سوفيتية الصنع صممت ما بين عامي 1947 و1950 لتدخل بعدها مرحلة الإنتاج، يبلغ وزن البي تر أر-40 نحو 5.3 طن ويتألف طاقمها من شخصين وسعة استعابية لثمانية أفراد، يشمل التسليح الأساسي على رشاش آلي عيار 7.62 ملم، تبلغ سرعة البي تي أر-40 القصوى 80 كم/س.